# Palazzo del Monte (Milano)
Il Palazzo del Monte è un palazzo storico di Milano situato in via Monte Napoleone n. 8.

## Storia
Il palazzo fu costruito a partire dal 1782 su progetto di Giuseppe Piermarini per ospitare la sede del Monte Camerale di Santa Teresa, fondato per la gestione del debito dello stato di Milano: sotto il dominio napoleonico l'ente mutò nome in Monte Napoleone, da cui la via prende tutt'oggi il nome.
La sua costruzione richiese la demolizione del vecchio Palazzo Marliani, capolavoro del primo rinascimento lombardo, suscitando moltissime proteste, tra le quali quelle di Pietro Verri.
L'edificio venne ricostruito dopo i bombardamenti della seconda guerra mondiale su Milano.
Il palazzo è stato acquisito a inizio 2024 dal gruppo Kering per la cifra di 1,3 miliardi di euro, facendo dell’operazione quella dal più alto valore di sempre in Italia per un singolo asset.

## Descrizione
La costruzione si presenta come un sobrio esempio, benché ricostruito, del primo neoclassicismo milanese: il piano terra è decorato da un bugnato liscio ed è centrato su un semplice portale ad arco a tutto sesto con serraglia.
I piani superiori presentano un corpo centrale scandito da lesene in bugnato che riprendono la decorazione del pian terreno, mentre il corpo laterale non presenta particolare decorazione ad eccezione delle fasce marcapiano.
Le finestre sono decorate con semplici modanature.